# 하니 (2004년생 가수)
하니(본명: 하니 팜, 영어: Hanni Pham, 베트남어: Phạm Ngọc Hân 팜응옥헌[*], 2004년 10월 6일~)는 오스트레일리아와 베트남의 가수로 대한민국을 주무대로 활동하고 있다. 다국적 걸그룹 NewJeans의 멤버이다.
뉴진스로 활동하는 동안 라이브를 통해 정식 음반으로 발매되지 않은 자작곡을 공개하기도 했다. 구찌, UGG 등의 앰배서더로 활동하였다. 2024년 이후 어도어와 직장 내 따돌림 문제로 갈등을 빚기도 했다.

## 유년기
하니는 2004년 10월 6일 오스트레일리아 멜버른에서 베트남인 부모 사이에서 '팜응옥헌(베트남어: Phạm Ngọc Hân)'이라는 이름으로 태어났다. 하니의 아버지는 베트남 하노이 출신이고, 어머니는 베트남 호찌민시 출신이다. 하니가 태어나기 전, 하니의 가족은 오스트레일리아로 이주했으며, 이후 하니는 대한민국으로 이주하기 전까지 오스트레일리아에서 살았다.
2019년, 하니는 고향에서 K-pop 그룹의 안무를 커버하는 Aemina Dance Crew의 일원으로 공연을 시작했다. 연습생 시절, 하니는 같은 그룹 멤버 민지와 함께 2021년 7월 BTS의 "Permission to Dance" 뮤직비디오에 카메오로 출연했다.

## 활동
2022년 7월 1일, 어도어는 소셜 미디어 계정에 "22", "7", "22"라는 숫자가 등장하는 세 개의 애니메이션 영상을 게시하면서 첫 번째 걸그룹인 NewJeans의 론칭을 예고했고, 7월 22일에 콘텐츠가 공개될 것이라는 추측을 불러일으켰다. 하니는 2022년 7월 22일, 그룹의 구성원에 대한 사전 홍보나 정보 없이 깜짝 발매된 싱글 "Attention"으로 NewJeans의 일원으로 데뷔했다. 데뷔 이후 NewJeans가 발표한 곡 중 Hype Boy와 OMG에는 하니가 작사한 가사가 포함되었다.
2024년 10월 15일, 하니는 대한민국 국회의 환경노동위원회에서 하이브와 관련된 자신의 경험에 대해 증언했다. 위원회는 계약된 연예인들에게도 노동권을 확대 적용해야 하는지 검토하고 있었다. 하니는 다른 그룹의 매니저로부터 따돌림을 당했던 일과, 고위 경영진 간의 갈등으로 인해 발생했을 수 있는 다른 부당한 경험들에 대해 회상했다. 하니와 어도어(ADOR) 대표 김주영은 위원회의 괴롭힘 및 분쟁 해결 관련 질문에 답변했다.

## 음악 이외 활동

### 대외 앰배서더
2022년 10월, 구찌는 하니를 브랜드 앰배서더로 발탁했다고 발표했다. 2023년, 그녀는 먼저 할리 베일리와 줄리아 가너와 함께 구찌 호스빗 1955 가방 캠페인에 등장한 후, 그 다음 해에 구찌의 크리에이티브 디렉터 사바토 데 사르노가 기획한 글로벌 캠페인의 단독 모델로 선정되었다. 2023년 2월, 하니는 아르마니 뷰티의 글로벌 앰배서더가 되었고, 파워 패브릭+ 파운데이션과 립 마에스트로 새틴 립스틱을 위한 두 가지 캠페인에 출연했다. 같은 달, 구찌는 하니를 글로벌 앰배서더로 임명했으며, 다음 해에는 구찌 뷰티의 글로벌 앰배서더가 되었다.
2023년 8월, 하니는 쇼메와의 협업으로 엘르 D 에디션의 표지에 등장했다. 2024년 2월, 하니는 히로시 후지와라가 촬영한 W 코리아의 표지를 장식했다. 2024년 3월, 하니는 다시 쇼메와 협업하여 마리끌레르 코리아 디지털 이슈의 표지 모델로 등장했다. 같은 달, 하니는 UGG의 글로벌 앰배서더가 되었다.

## 주요 음반

### 작사 참여
모든 크레딧은 별도의 출처가 명시되지 않는 한, 한국음악저작권협회에서 인용되었다.
| 곡         | 아티스트 | 작사                         | 앨범      | Year |
| ---------- | -------- | ---------------------------- | --------- | ---- |
| "Hype Boy" | NewJeans | 하니 Gigi Ylva Dimberg 250   | New Jeans | 2022 |
| "OMG"      | NewJeans | 하니 Gigi 일바 딤버그 박진수 | OMG       | 2023 |

## 평가

### 보컬
2023년 2월 ZENERATE의 기고에서 김도헌 대중매체 평론가는 뉴진스의 맑고 청량한 음색의 배경에 하니와 해린이 있다고 설명했다. 그는 Ditto와 OMG를 예시로 언급하며 하니의 보컬이 뉴진스의 중심 보컬이라고 주장했다. 한편 김영대 문화평론가는 뉴진스의 두 번째 미니 앨범 Get Up을 평가하면서 하니를 비롯한 5명의 뉴진스 멤버들이 확연히 구별되지만 멤버들의 보컬 부분이 서로 바뀌어도 위화감이 없다고 호평했다.
하니의 가창 실력과 음색은 다양한 매체의 주목을 받고 있다. 하니가 포닝을 통해 자작곡을 공개한 2024년 9월 엘르는 자작곡을 소개하며 하니의 '뛰어난 노래 실력'이 그녀의 인기 요인 중 하나라고 설명했다.

## 같이 보기
- 버니즈